# Rosyjska pozytywka

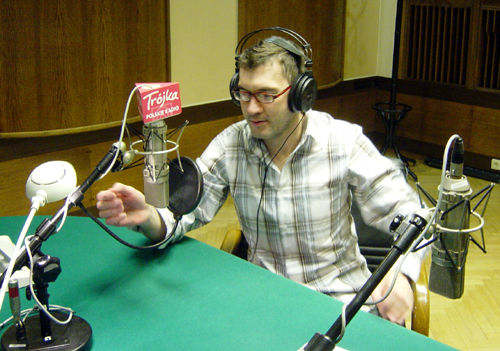
Dmitrij Strelnikoff w studiu radiowej Trójki.

Rosyjska pozytywka – audycja filozoficzno-muzyczna nadawana na falach Trzeciego Programu Polskiego Radia. Pomysłodawcą, autorem i prowadzącym tej audycji jest Dmitrij Strelnikoff – mieszkający w Polsce rosyjski pisarz, biolog i dziennikarz telewizyjny, radiowy i prasowy.
Audycja jest nadawana w poniedziałki o godzinie 10:10 w paśmie Tu Baron. W rozmowach z gospodarzem pasma – Piotrem Baronem – autor porusza aktualne tematy społeczno-polityczne, ale głównym zadaniem tego projektu radiowego jest przybliżenie polskiemu słuchaczowi wiedzy na temat współczesnej Rosji oraz muzyki rosyjskiej.